# 阿奇拉二世
阿奇拉二世（希臘語：Ἀρχέλαος Βʹ ὁ Μακεδών）是阿奇拉一世之子，继承叔父埃洛普斯二世的王位统治了一年。无论是意外还是暗杀，他死于一次狩猎。他是歐瑞斯特的兄弟。按照优西比乌的编年史Chronicon (Eusebius)的说法，他执政了四年。在他死后，兒子保薩尼亞斯继承了王位。